# 푸에르토바라스
푸에르토바라스(스페인어: Puerto Varas)는 칠레 로스라고스 주 양키우에 현의 코무나이다.